# Sociedad Antiesclavista Estadounidense

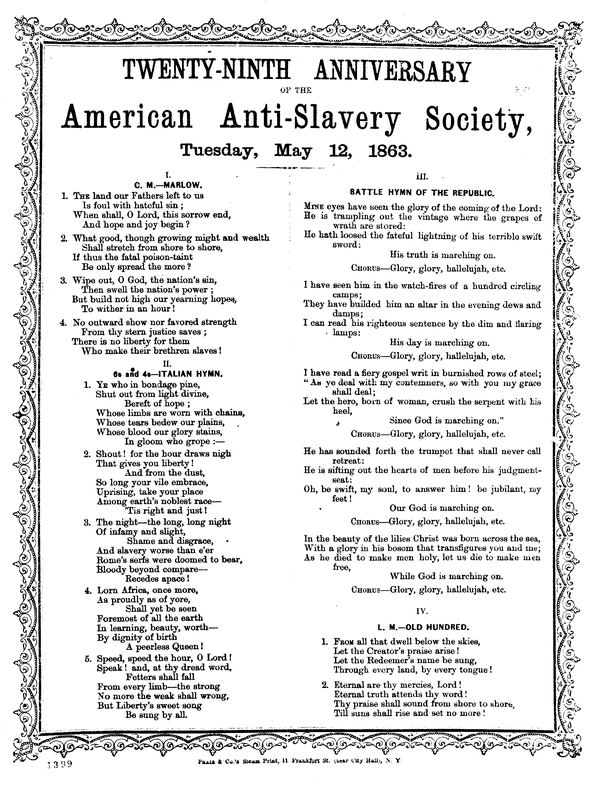
Programa para el vigésimo noveno aniversario de la Anti-Slavery Society.

La Sociedad Antiesclavista Estadounidense o, frecuentemente, Sociedad Antiesclavista Americana (del inglés American Anti-Slavery Society) fue una sociedad abolicionista fundada en 1833 y disuelta en 1870.

## Historia
La Sociedad fue fundada en Filadelfia, en 1833, por William Lloyd Garrison y Arthur Tappan. Su crecimiento fue rápido: en 1835, tenía delegaciones en 400 localidades y, en 1838, en 1.350; aproximándose a las 2.000 en 1840. A finales de la década reunía ya entre 150.000 y 250.000 miembros., incluidos ex-esclavos como Frederick Douglass, una personalidad clave en la sociedad y, frecuentemente, orador en sus reuniones, o William Wells Brown. Otros miembros destacados fueron Theodore Dwight Weld, Lewis Tappan, Lydia Child, Maria Weston Chapman, Henry Highland Garnet, Samuel Cornish, James Forten, Charles Lenox Remond, Robert Purvis y Wendell Phillips.
En 1839, la asociación se dividió por desacuerdos sobre las estrategias a seguir. Un grupo, encabezado por Williamn Lloyd Garrison, denunciaba la Constitución de Estados Unidos porque toleraba la esclavitud y proponía la creación de un nuevo Estado abolicionista. Otros, como James Birney, Arthur Tappan, su hermano Lewis Tappan y Theodore Weld consideraban esta postura demasiado radical. Defendían que la abolición de la esclavitud debía hacerse de forma gradual, por medios legales y a través de la presión religiosa y política. Un motivo adicional de desacuerdo fue el papel de la mujer en el movimiento abolicionista. Mientras que Garrison abogaba por compartir con ellas la responsabilidad de la organización, otros antiesclavistas consideraban que las mujeres eran inferiores a los hombres. Fruto de todas estas tensiones, James Birney se separó y constituyó en 1839 el Partido Libertad (Liberty Party), que fue el primer partido antiesclavista de Estados Unidos. Los hermanos Tappan, por su parte, fundaron en 1840 la Sociedad Antiesclavista Estadounidense y Extranjera (American and Foreign Anti-Slavery Society), cerrada a la participación de mujeres.
A lo largo de su vida, la Sociedad actuó en múltiples formas: promovió mítines, publicó periódicos y distribuyó propaganda, envió oradores para promover los ideales abolicionistas y dirigió peticiones al Congreso solicitando la supresión de la esclavitud. Estas actividades muchas veces suscitaron la oposición violenta de grupos que atacaban a los oradores y quemaban las imprentas. Contó por otro lado con el apoyo de asociaciones como la Sociedad Antiesclavista Femenina de Boston (Boston Female Anti-Slavery Society).
Acabada la Guerra Civil, en 1865, se introdujo en la Constitución la Decimotercera Enmienda, que supuso el fin de la esclavitud en Estados Unidos. Ese año se produjo un nuevo debate sobre el destino de la Sociedad. William Lloyd Garrison consideraba que, alcanzados sus objetivos, debía disolverse; Wendell Phillips afirmaba que no debería ser así hasta que no se garantizara la plena igualdad entre negros y blancos. El conflicto terminó con el abandono de la organización por parte de Garrison y el nombramiento de Wendell Phillips como nuevo presidente.
La Sociedad Antiesclavista Estadounidense se disolvió definitivamente en 1870, tras la ratificación de la Decimoquinta Enmienda a la Constitución de los Estados Unidos, que prohibía la discriminación por raza, color o condición anterior de servidumbre en el ejercicio del derecho de sufragio.